# Club del Lago Golf
El Club del Lago Golf es un complejo de Maldonado, Uruguay, sede de campeonatos internacionales de golf.

## Ubicación
Está ubicado en Uruguay, en el departamento de Maldonado a 3 km de la Laguna del Sauce y a 14 km de la ciudad de Punta del Este. Específicamente se encuentra en la ruta Interbalnearia, en el km 116.5.

## Características
Es un importante complejo a nivel Sudamericano. Se realizan torneos internacionales y campeonatos sudamericanos de golf en el complejo.
Tiene la primera cancha de Golf en América del Sur con la Certificación medioambiental ISO. 14001, de estilo americano con 20 hoyos. Cuenta con los siguientes servicios:
- carros eléctricos
- driving range
- Putting Green
- palos para alquilar
- servicio de comidas[3]

## Golf
En la cancha de golf se realizan torneos internacionales, estando en funcionamiento a lo largo de todo el año, particularmente en enero.  La misma tiene una base de arena en su constitución física y está en una región de bosques.
Pata jugar al golf cuenta con servicio de GPS para alquilar, homologado por la USGA y R&A. ello le permite al jugador ver por ejemplo estadísticas de juego.
Algunos de los profesionales que han jugado en dicha cancha son: Roberto de Vicenzo, José Cáceres, Ricardo González, Eduardo Alejandro Romero, entre otros.

## Escuela de Golf
Club del Lago Golf cuenta con clases en las cuales se enseña a jugar al golf a adultos y a jóvenes.